# Pokémon Colosseum
Pokémon Colosseum (ポケモンコロシアム, Pokemon Koroshiamu) est un jeu vidéo d'aventure-RPG de la série Pokémon, développé par Genius Sonority et The Pokémon Company, édité par Nintendo et sorti sur GameCube le 21 novembre 2003 au Japon, le 22 mars 2004 en Amérique du Nord et le 14 mai 2004 en Europe.
Il s'agit du premier jeu Pokémon du genre sur console de salon, marqué par son ambiance sombre et son scénario plus mature. Il sera suivi un an plus tard sur la même console par Pokémon XD : Le Souffle des ténèbres.

## Scénario
L'intrigue se passe dans la région désertique de Rhode et met en scène deux organisations criminelles, la Team Snatch et la Team Ombre. La première a mis au point une machine appelée « Snatcheur » qu'elle utilise pour voler les Pokémon aux êtres humains et les transmettre à la seconde. Celle-ci altère alors la conscience de ces Pokémon pour en faire des Pokémon « obscurs » qui se révèlent plus violents et n'hésitent pas à s'attaquer aux êtres humains.
Vous incarnez un ancien membre de la Team Snatch qui, au début du jeu, sabote le hangar qui leur sert de repaire et repart avec une version portative du Snatcheur. Décidé à vous racheter une conduite et à vous venger de la Team Snatch, vous ambitionnez de récupérer grâce au Snatcheur les Pokémon obscurs des mains des malfaiteurs pour les purifier et leur faire reprendre leur état normal. Vous commencez avec les deux Pokémon Mentali et Noctali dans votre équipe. Vous rencontrez rapidement une jeune fille capable de détecter l'aura des Pokémon obscurs, et qui vous suit pour vous aider dans votre quête. 
À Pyrite, la Team Ombre a pris le contrôle de l'arène de la ville et offre des Pokémon obscurs aux gagnants du tournoi local. Doking, gérant de l'arène, vous demande d'enquêter. En gagnant le tournoi, vous êtes conduits dans le repaire de l'organisation où vous attend Bouledisco, l'un de ses administrateurs, qui arbore un style vestimentaire excentrique et une coiffure afro rouge et blanche, les couleurs de la Poké Ball.
La fille qui vous accompagne vous emmène ensuite à Samaragd, un village boisé dans les montagnes, chez son grand-père Adelbert, un puissant dresseur de Pokémon. Vous apprenez qu'il se trame quelque chose dans la Forêt Sacrée. La Team Ombre projette de détruire la Relique dans laquelle réside le pouvoir du Pokémon Celebi, capable de purifier les Pokémon obscurs. La Forêt libérée, vous pouvez dorénavant purifier les Pokémon obscurs capturés.
Vous rencontrez successivement les différents administrateurs du groupe, d'abord la brute épaisse Dakim, qui dirige une attaque contre des dresseurs au Mont Bataille, puis l'animatrice de télévision vedette Venus, qui utilise son image et sa popularité pour garder la mainmise sur la ville souterraine de Suerebe, et enfin le scientifique Teck, qui dirige les recherches sur les Pokémon obscurs dans le laboratoire secret de l'organisation. À la fin, vous rencontrez ses dirigeants dans la Tour Titanite, qui semble leur servir de quartier général.

## Système de jeu
Le joueur peut se déplacer dans les différentes zones de la région de Rhode, dialoguer avec les personnages qu'il rencontre, récupérer ou utiliser des objets, etc. La région n'est pas un monde ouvert : quand le joueur sort d'une zone de jeu, il se retrouve sur la carte de la région et doit choisir entre les différentes zones qu'il a déjà visité ou dont il a entendu parler.
Les combats se déroulent comme dans les principaux jeux de la série Pokémon. À chaque tour, le dresseur peut faire attaquer son Pokémon, changer de Pokémon ou utiliser un objet. Gagner des combats permet aux Pokémon de gagner de l'expérience pour s'améliorer, apprendre de nouvelles attaques et évoluer.
La sortie de Pokémon Colosseum suit celle des jeux Pokémon Rubis et Saphir sur Game Boy Advance, faisant ainsi intervenir les 386 espèces alors connues et exploitant les différentes nouveautés apparues dans ces jeux, principalement les combats en double, dans lequel chaque camp utilise deux Pokémon en même temps, certaines attaques de Pokémon pouvant affecter plusieurs combattants à la fois.
Les Pokémon obscurs ne peuvent pas gagner d'expérience et connaissent une attaque spéciale, Charge Noire. Ils disposent d'une jauge de conscience qui peut être vidée en gagnant des combats ou en sortant du mode Hyper, un état de colère dans lequel peut parfois rentrer un Pokémon obscur.
Quand la jauge de conscience d'un Pokémon obscur est vide, le joueur peut le purifier à Samaragd. Le Pokémon reprend son état normal, oublie Charge Noire au profit d'attaques classiques et récupère l'expérience acquise lors des différents combats menés avant sa purification. En utilisant la Flûte du Temps, disponible en seulement trois exemplaires, le joueur peut invoquer Celebi et purifier un Pokémon obscur sans vider sa jauge de conscience.
Il est possible d'obtenir le Pokémon légendaire Ho-Oh en capturant et purifiant tous les Pokémon Obscurs et en terminant les cent combats du Mont Bataille en mode combat.
Le jeu permet aussi les échanges avec les jeux Pokémon Rubis et Saphir sur Game Boy Advance grâce au câble NGC-GBA. Des combats en multijoueur sont également possibles avec ces jeux, jusqu'à quatre joueurs.

## Développement
Le studio Game Freak à l'origine des jeux de la série, n'ayant ni la capacité ni l'envie de travailler sur un Pokémon en 3D, laisse le développement du jeu au studio Genius Sonority, créé pour l'occasion par Nintendo et de The Pokemon Company, avec notamment des programmeurs ayant déjà travaillé sur de nombreux RPG tels que Dragon Quest et EarthBound. Ne pouvant reproduire un vrai Pokémon en 3D, ils optent pour des environnements pré-calculés et des caméras fixes, à la manière des Final Fantasy par exemple.
En janvier 2003, les magazines Nintendo Dream et Famitsu font mention d'un nouveau titre Pokémon à venir sur GameCube, éventuelle suite de Pokémon Stadium 2 et qui nécessiterait les cartouches de Pokémon Rubis et Saphir.
Le 13 mai 2003, Pokémon Colosseum apparaît sur un planning non-officiel du magazine Koro Koro Comic, pour une sortie au quatrième trimestre 2003, et est présenté pour la première fois lors du salon E3, où les premières images officielles sont dévoilées.

## Accueil

### Critiques
Pokémon Colosseum a reçu des critiques globalement positives. Metacritic recense une note moyenne de 73/100 sur 37 critiques de sites et magazines spécialisés. Au 31 décembre 2019, les joueurs du site francophone Jeuxvideo.com lui ont donné une note moyenne de 15,9/20 (247 votes).
Parmi les critiques négatives sont souvent pointés du doigt le faible nombre de Pokémon capturables, le monde « fermé », l'univers de style far-west spaghetti (avec un héros ténébreux et solitaire) et sa faible durée de vie (plusieurs de ces points seront d'ailleurs largement revus dans Pokémon XD). À l'inverse, les critiques positives soulignent la prise de risques dans le scénario, la qualité des animations de combat ainsi que les environnements et les personnages. Les combats se déroulent tous en deux contre deux et demandent de la stratégie de la part des joueurs pour gagner face aux adversaires. Les Pokémon sont disponibles à un niveau relativement élevé, ce qui évite au joueur de devoir passer du temps à les entraîner[pertinence contestée]. Les graphismes et les musiques reçoivent des critiques variables.

### Ventes
En 2007, le jeu s'est écoulé à 1,15 millions d'exemplaires aux États-Unis, et à 656 270 exemplaires au Japon.